# Natação no Campeonato Mundial de Esportes Aquáticos de 2015 - 50 m borboleta feminino

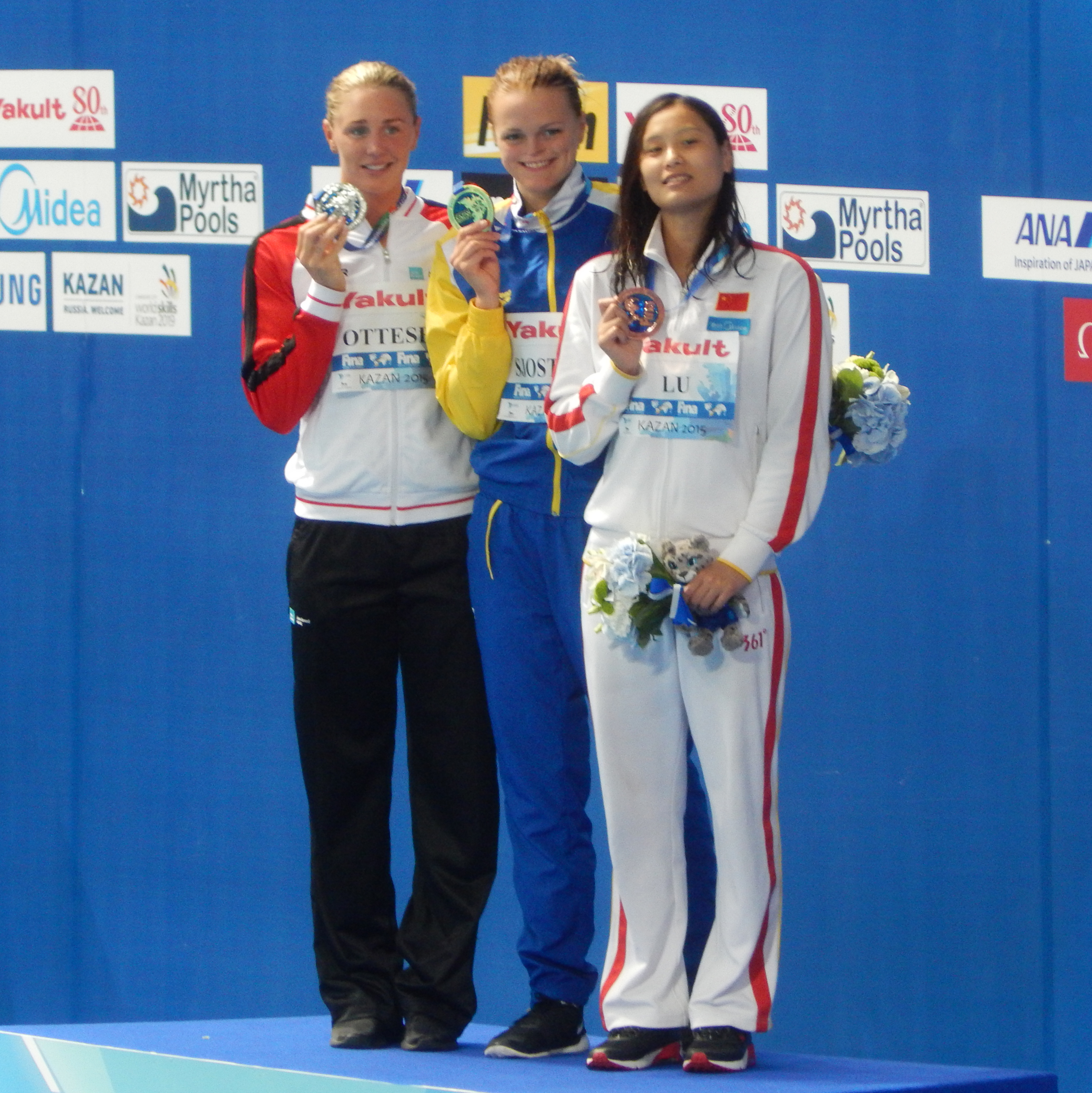
Atletas medalhistas

A prova dos 50 metros borboleta feminino da natação no Campeonato Mundial de Esportes Aquáticos de 2015 ocorreu nos dias 7 de agosto e 8 de agosto em Cazã na Rússia. 

## Recordes
Antes desta competição, os recordes mundiais e do campeonato nesta prova eram os seguintes:
| Tipo                  | Atleta            | Tempo | Local | Data                |
| --------------------- | ----------------- | ----- | ----- | ------------------- |
|                       | Sarah Sjöström    | 24.43 | Borås | 5 de julho de 2014  |
| Recorde do campeonato | Therese Alshammar | 25.07 | Roma  | 31 de julho de 2009 |

Os seguintes novos recordes foram estabelecidos durante esta competição. 
| Data        | Prova     | Nadadora       | Nacionalidade | Tempo | Recordes              |
| ----------- | --------- | -------------- | ------------- | ----- | --------------------- |
| 7 de agosto | Semifinal | Sarah Sjöström | Suécia        | 25.06 | Recorde do campeonato |
| 8 de agosto | Semifinal | Sarah Sjöström | Suécia        | 24.96 | Recorde do campeonato |

## Medalhistas
| Ouro                 | Prata                  | Bronze        |
| Sarah Sjöström (SWE) | Jeanette Ottesen (DEN) | Lu Ying (CHN) |

## Resultados

### Eliminatórias
Esses foram os resultados das eliminatórias.
| Pos. | Bateria | Raia | Nadadora                   | Nacionalidade  | Tempo | Notas            |
| ---- | ------- | ---- | -------------------------- | -------------- | ----- | ---------------- |
| 1    | 7       | 4    | Sarah Sjöström             | Suécia         | 25.43 | Q                |
| 2    | 5       | 4    | Jeanette Ottesen           | Dinamarca      | 25.51 | Q                |
| 3    | 7       | 5    | Inge Dekker                | Países Baixos  | 25.66 | Q                |
| 4    | 5       | 5    | Lu Ying                    | China          | 25.69 | Q                |
| 5    | 6       | 4    | Fran Halsall               | Reino Unido    | 25.86 | Q                |
| 6    | 6       | 3    | Arianna Vanderpool-Wallace | Bahamas        | 26.02 | Q                |
| 7    | 6       | 6    | Elena Gemo                 | Itália         | 26.07 | Q                |
| 7    | 7       | 6    | Kendyl Stewart             | Estados Unidos | 26.07 | Q                |
| 9    | 6       | 7    | Anna Dowgiert              | Polónia        | 26.24 | Q,               |
| 10   | 5       | 2    | Kimberly Buys              | Bélgica        | 26.28 | Q                |
| 11   | 6       | 5    | Silvia Di Pietro           | Itália         | 26.32 | Q                |
| 12   | 7       | 2    | Farida Osman               | Egito          | 26.33 | Q                |
| 12   | 7       | 7    | Mélanie Henique            | França         | 26.33 | Q                |
| 14   | 7       | 3    | Beryl Gastaldello          | França         | 26.46 | Q                |
| 14   | 7       | 1    | Noemie Thomas              | Canadá         | 26.46 | Q                |
| 16   | 5       | 8    | Daynara de Paula           | Brasil         | 26.49 | Q                |
| 17   | 6       | 2    | Claire Donahue             | Estados Unidos | 26.52 |                  |
| 18   | 7       | 8    | Nastja Govejšek            | Eslovênia      | 26.54 |                  |
| 19   | 6       | 1    | Rikako Ikee                | Japão          | 26.66 |                  |
| 20   | 6       | 8    | Misaki Yamaguchi           | Japão          | 26.68 |                  |
| 21   | 4       | 7    | Bryndis Hansen             | Islândia       | 26.79 | Recorde nacional |
| 21   | 5       | 3    | Emma McKeon                | Austrália      | 26.79 |                  |
| 23   | 5       | 0    | Aleksandra Urbańczyk       | Polónia        | 26.82 |                  |
| 24   | 4       | 3    | Katarína Listopadová       | Eslováquia     | 26.84 |                  |
| 25   | 6       | 9    | Anna Ntountounaki          | Grécia         | 26.85 |                  |
| 26   | 4       | 0    | An Se-hyeon                | Coreia do Sul  | 26.90 |                  |
| 26   | 5       | 7    | Amit Ivry                  | Israel         | 26.90 |                  |
| 26   | 7       | 0    | Brianna Throssell          | Austrália      | 26.90 |                  |
| 29   | 5       | 1    | Katerine Savard            | Canadá         | 26.93 |                  |
| 30   | 4       | 8    | Svetlana Khokhlova         | Bielorrússia   | 26.99 |                  |

| Ver o restante da classificação | Ver o restante da classificação | Ver o restante da classificação | Ver o restante da classificação | Ver o restante da classificação | Ver o restante da classificação | Ver o restante da classificação |
| Pos.                            | Bateria                         | Raia                            | Nadadora                        | Nacionalidade                   | Tempo                           | Notas                           |
| ------------------------------- | ------------------------------- | ------------------------------- | ------------------------------- | ------------------------------- | ------------------------------- | ------------------------------- |
| 31                              | 4                               | 4                               | Alia Atkinson                   | Jamaica                         | 27.01                           |                                 |
| 31                              | 5                               | 9                               | Lucie Svěcená                   | Chéquia                         | 27.01                           |                                 |
| 33                              | 4                               | 2                               | Sasha Touretski                 | Suíça                           | 27.04                           | Recorde nacional                |
| 34                              | 5                               | 6                               | Nataliya Lovtsova               | Rússia                          | 27.11                           |                                 |
| 35                              | 4                               | 5                               | Sze Hang Yu                     | Hong Kong                       | 27.24                           |                                 |
| 36                              | 4                               | 1                               | Fanny Teijonsalo                | Finlândia                       | 27.49                           |                                 |
| 37                              | 3                               | 5                               | Carolina Colorado Henao         | Colômbia                        | 27.58                           |                                 |
| 37                              | 4                               | 9                               | Quah Ting Wen                   | Singapura                       | 27.58                           |                                 |
| 39                              | 3                               | 4                               | Jeserik Pinto                   | Venezuela                       | 27.70                           |                                 |
| 40                              | 3                               | 3                               | Jasmine Al-Khaldi               | Filipinas                       | 28.16                           |                                 |
| 41                              | 3                               | 6                               | Sotiria Neofytou                | Chipre                          | 28.25                           |                                 |
| 42                              | 3                               | 2                               | Amina Kajtaz                    | Bósnia e Herzegovina            | 28.32                           |                                 |
| 43                              | 7                               | 9                               | Laura Arroyo                    | México                          | 28.98                           |                                 |
| 44                              | 3                               | 1                               | Astri Foldarskar                | Ilhas Feroé                     | 29.00                           |                                 |
| 45                              | 6                               | 0                               | Sharo Rodríguez                 | México                          | 29.13                           |                                 |
| 46                              | 2                               | 3                               | San Su Moe Theint               | Myanmar                         | 29.21                           |                                 |
| 47                              | 3                               | 9                               | María Ribera                    | Bolívia                         | 29.22                           |                                 |
| 48                              | 3                               | 7                               | Elinah Phillip                  | Ilhas Virgens Britânicas        | 29.29                           |                                 |
| 49                              | 2                               | 4                               | Dalia Torrez Zamora             | Nicarágua                       | 29.31                           |                                 |
| 50                              | 3                               | 8                               | Choe Su-rim                     | Coreia do Norte                 | 29.57                           |                                 |
| 51                              | 3                               | 0                               | Jannah Sonnenschein             | Moçambique                      | 29.66                           |                                 |
| 52                              | 2                               | 7                               | Ann-Marie Hepler                | Ilhas Marshall                  | 30.02                           |                                 |
| 53                              | 2                               | 6                               | Samantha Roberts                | Antígua e Barbuda               | 30.16                           |                                 |
| 54                              | 2                               | 5                               | Chade Nersicio                  | Curaçau                         | 30.23                           |                                 |
| 55                              | 2                               | 1                               | Tegan McCarthy                  | Papua-Nova Guiné                | 30.27                           |                                 |
| 56                              | 2                               | 9                               | Jamila Sanmoogan                | Guiana                          | 31.38                           |                                 |
| 57                              | 2                               | 0                               | Dirngulbai Misech               | Palau                           | 31.70                           |                                 |
| 58                              | 2                               | 8                               | Irene Prescott                  | Tonga                           | 31.90                           |                                 |
| 59                              | 1                               | 4                               | Rita Zeqiri                     | Kosovo                          | 32.12                           |                                 |
| 60                              | 1                               | 3                               | Sonia Aktar                     | Bangladesh                      | 32.81                           |                                 |
| 61                              | 1                               | 6                               | Angel de Jesús                  | Marianas Setentrionais          | 33.86                           |                                 |
| 62                              | 1                               | 5                               | Rahel Gebresilassie             | Etiópia                         | 36.15                           |                                 |
| 63                              | 2                               | 2                               | Fatoumata Samassékou            | Mali                            | 36.31                           |                                 |
| 64                              | 1                               | 2                               | Alzain Tareq                    | Brunei                          | 41.13                           |                                 |
| 65                              | 4                               | 6                               | Liliána Szilágyi                | Hungria                         | 99.99 !                         | DNS                             |

### Semifinal
Esses foram os resultados das semifinais. 
Semifinal 1
| Pos. | Raia | Nadadora                   | Nacionalidade  | Tempo | Notas |
| ---- | ---- | -------------------------- | -------------- | ----- | ----- |
| 1    | 4    | Jeanette Ottesen           | Dinamarca      | 25.27 | Q     |
| 2    | 5    | Lu Ying                    | China          | 25.79 | Q     |
| 3    | 3    | Arianna Vanderpool-Wallace | Bahamas        | 25.81 | Q     |
| 4    | 7    | Farida Osman               | Egito          | 25.88 | Q,    |
| 5    | 6    | Kendyl Stewart             | Estados Unidos | 25.93 |       |
| 6    | 8    | Daynara de Paula           | Brasil         | 26.24 |       |
| 7    | 1    | Beryl Gastaldello          | França         | 26.25 |       |
| 8    | 2    | Kimberly Buys              | Bélgica        | 26.43 |       |

Semifinal 2
| Pos. | Raia | Nadadora         | Nacionalidade | Tempo | Notas |
| ---- | ---- | ---------------- | ------------- | ----- | ----- |
| 1    | 4    | Sarah Sjöström   | Suécia        | 25.06 | Q,    |
| 2    | 3    | Fran Halsall     | Reino Unido   | 25.71 | Q     |
| 3    | 5    | Inge Dekker      | Países Baixos | 25.90 | Q     |
| 4    | 2    | Anna Dowgiert    | Polónia       | 25.91 | Q,    |
| 5    | 1    | Mélanie Henique  | França        | 26.03 |       |
| 6    | 6    | Elena Gemo       | Itália        | 26.11 |       |
| 7    | 7    | Silvia Di Pietro | Itália        | 26.17 |       |
| 8    | 8    | Noemie Thomas    | Canadá        | 26.37 |       |

### Final
Esse foi o resultado da final. 
| Pos.              | Raia | Nadadora                   | Nacionalidade | Tempo | Notas                 |
| ----------------- | ---- | -------------------------- | ------------- | ----- | --------------------- |
| Medalha de ouro   | 4    | Sarah Sjöström             | Suécia        | 24.96 | Recorde do campeonato |
| Medalha de prata  | 5    | Jeanette Ottesen           | Dinamarca     | 25.34 |                       |
| Medalha de bronze | 6    | Lu Ying                    | China         | 25.37 | Recorde asiático      |
| 4                 | 1    | Inge Dekker                | Países Baixos | 25.64 |                       |
| 5                 | 7    | Farida Osman               | Egito         | 25.78 | Recorde africano      |
| 6                 | 3    | Fran Halsall               | Reino Unido   | 25.85 |                       |
| 7                 | 2    | Arianna Vanderpool-Wallace | Bahamas       | 25.93 |                       |
| 8                 | 8    | Anna Dowgiert              | Polónia       | 26.20 |                       |

Legenda
| Recorde mundial       | Recorde mundial (World record)               |                       | Recorde africano                      | Recorde africano (African) |                                           | Q | Classificado por posição (Qualified) |
| Recorde do campeonato | Recorde do campeonato (Championship record)  | Recorde da América    | Recorde da América (Americas)         | q                          | Classificado por melhor tempo (Qualified) |   |                                      |
| Melhor marca do ano   | Melhor marca do ano (World leading)          | Recorde asiático      | Recorde asiático (Asian)              | DNS                        | Não largou (Did not start)                |   |                                      |
| Recorde nacional      | Recorde nacional (National record)           | Recorde europeu       | Recorde europeu (European)            | DNF                        | Não terminou (Did not finish)             |   |                                      |
| Recorde pessoal       | Recorde pessoal do atleta (Personal best)    | Recorde da Oceania    | Recorde da Oceania (Oceania)          | DSQ / DQ                   | Desclassificado (Disqualified)            |   |                                      |
| Recorde da temporada  | Recorde da temporada do atleta (Season best) | Recorde sul-americano | Recorde sul-americano (South America) | NM                         | Sem marca (No mark)                       |   |                                      |